# Le Gâteau des rois (caricature)
Pour les articles homonymes, voir Le Gâteau des rois.

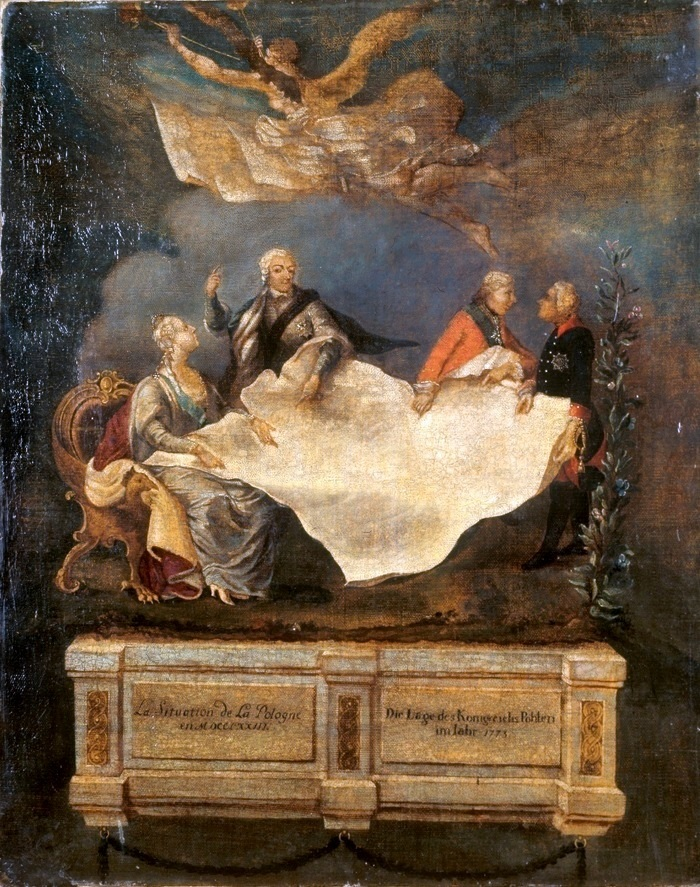
Le Gâteau des rois, version allemande en couleur.

Le Gâteau des rois (en polonais : Kołacz królewski) est une gravure allégorique et satirique française de 1773 brocardant le premier partage de la Pologne. Il existe au moins quatre variantes de la composition, la plus courante en étant une gravure en noir et blanc ; l'original a probablement été dessiné par Jean-Michel Moreau le Jeune et gravé par Noël Le Mire (bien qu'une autre source les désigne simplement comme les auteurs de la variante la plus célèbre),,. Parmi les auteurs d'autres variantes figurait l'artiste allemand Johannes Esaias Nilson.
Le Gâteau des rois montre les dirigeants des trois pays ayant organisé le partage déchirant une carte de la République des Deux Nations. Les personnalités représentées sont Catherine II de Russie, Joseph II d'Autriche et Frédéric II de Prusse. Catherine regarde fixement son ancien amant, le roi polonais Stanisław August Poniatowski, et (dans certaines variantes de la gravure) Frédéric pointe vers Danzig (qu'il n'a pourtant pas obtenue durant ce partage) avec une épée. L'empereur Joseph II semble avoir honte de ses actions (bien qu'en réalité il s'agisse d'un défenseur de la partition, et c'est sa mère, Marie-Thérèse, qui est critique envers elle). À sa gauche se trouve Stanisław August Poniatowski, assiégé, qui dans certaines variantes de la gravure éprouve des difficultés à maintenir sa couronne sur sa tête, et dans une autre, l'a déjà perdue. Au-dessus de la scène se trouve Fama, la personnification de la célébrité Elle joue de la trompette pour annoncer que les souverains du XVIIIe siècle ont accompli leur mission tout en évitant la guerre.
La caricature a acquis une certaine notoriété dans l'Europe contemporaine ; sa distribution a été interdite dans plusieurs pays européens, dont la France,. Cette interdiction et les sanctions associées ont fait que de nombreuses variantes de cette œuvre sont restées anonymes. Le Gâteau des rois a eu une grande influence sur de nombreuses autres œuvres satiriques de son époque.